# Santa Venera
Santa Venera ist eine Stadt in Malta. Sie liegt westlich der beiden großen Naturhäfen Grand Harbour und Marsamxett. Die ältesten Gebäude sind das Wignacourt-Aquädukt, das unter der Ägide des Großmeisters Alof de Wignacourt zur Wasserversorgung Vallettas gebaut wurde, und die Casa Leone, beide von den Rittern des Malteserordens errichtet.

## Geschichte
Im 15. Jahrhundert entstand hier die erste Kirche, die der Märtyrerin Venera (Veneranda) geweiht war. Um dieses Gotteshaus entwickelte sich eine Siedlung. Das Kirchengebäude wurde 1500 erweitert und im 17. Jahrhundert sowie im 19. Jahrhundert umgebaut. Bis 1990 war sie die Pfarrkirche des Ortes, danach ging dieser Status auf einen Neubau über, der 2005 gesegnet wurde.
Im Jahre 1610 finanzierte der Großmeister Alof de Wignacourt den Bau des Wignacourt-Aquädukts, um Wasser von den Quellen in Rabat und Dingli in die Hauptstadt Valletta zu transportieren. Diese Leitung passierte auch Santa Venera. Das Aquädukt wurde 1615 fertiggestellt und wies einen Schmuckbogen mit markantem Turm auf, wo die Straße zwischen dem heutigen Fleur-de-Lys und Santa Venera überquert wurde.
Die Casa Leone, auch bekannt als Palazzo Manoel, wurde um 1730 während der Herrschaft von António Manoel de Vilhena gebaut. Der Entwurf wird Charles François de Mondion, dem französischen Militäringenieur, zugeschrieben, der auch in Mdina gebaut und Teile von Fort Manoel entworfen hatte. Während der französischen Blockade diente die Casa Leone als Befehlsbasis der maltesischen Aufständischen. Später wurde sie zur Residenz der Gouverneure von Malta, danach ein Depot der Museumsabteilung und einer staatlichen Grundschule. Im 21. Jahrhundert befindet sich das Ministerium für Nachhaltige Entwicklung, Umwelt und Klimawandel in dem Baukomplex. Der Palast hat einen großen Hofgarten, der 1977 als Romeo Romano Gardens der Öffentlichkeit zugänglich gemacht wurde.
Die Wirtschaft und die Einwohnerzahlen wuchsen im späten 19. und 20. Jahrhundert, weitere Kirchen und Institute wurden gebaut, auch eine Fabrik. Bis 1912 gehörte Santa Venera als Stadtteil zu Birkirkara. Im Jahr 1918 bildete sich die selbständige gleichnamige Gemeinde. Die Fabrik wurde abgerissen, um Platz für Wohnungen zu machen, aber ihre Fassaden blieben erhalten und wurden in die Wohnbauten integriert.

## Söhne und Töchter
- Lynn Chircop (* 1980), Sängerin und Fernseh- und Radiomoderatorin
- Paul Darmanin (1940–2023), römisch-katholischer Bischof von Garissa in Kenia